# Michael Rapaport

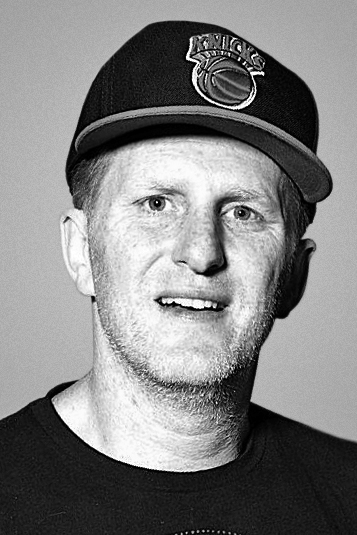
Michael Rapaport (2013)

Michael David Rapaport (* 20. März 1970 in New York City) ist ein US-amerikanischer Schauspieler und Komiker.

## Leben
Nach der Highschool ging Rapaport nach Los Angeles, um dort als Stand-Up-Komiker sein Geld zu verdienen. Seine erste große Filmrolle hatte er 1992 in Zebrahead. Für diesen Film war Rapaport 1993 für einen Independent Spirit Award als bester Hauptdarsteller nominiert. In den folgenden Jahren spielte er in Filmen wie True Romance, Geliebte Aphrodite und Deep Blue Sea.
Von 2001 bis 2004 spielte Rapaport eine Hauptrolle in der Fernsehserie Boston Public. Hiernach war er in der Sitcom Familienstreit de Luxe zu sehen, die auch unter dem Namen Hinterm Sofa an der Front auf RTL II ausgestrahlt wird. In der vierten Staffel der Serie Prison Break spielte Rapaport einen Agenten des Ministeriums für Innere Sicherheit.
Des Weiteren spricht Rapaport im Intro des Musikvideos What Happened? der Hardcoreband H2O. Zudem spielte er im Musikvideo von Jay-Z feat. BLACKstreet – The City Is Mine und im Video Wanna (But I Won’t) der Gruppe The High and Mighty vom Album The Highlight Zone mit.
Im Jahr 2011 übernahm Rapaport erstmals die Regie eines Dokumentarfilms. Beats Rhymes & Life – The Travels of A Tribe Called Quest zeichnet den Werdegang der Hip-Hop-Gruppe A Tribe Called Quest von ihrer Gründung bis zur Reunion-Tour im Jahr 2008 nach.
Im Oktober 2023 nahm Rapaport als Pickle an der zehnten Staffel der US-amerikanischen Version von The Masked Singer teil und erreichte den 14. Platz.

## Filmografie (Auswahl)
- 1992: Zebrahead
- 1993: Codename: Nina (Point of No Return)
- 1993: Poetic Justice
- 1993: True Romance
- 1993: Der Prinz von Bel-Air (The Fresh Prince of Bel-Air, Fernsehserie, Episode 4x01)
- 1994: The Foot Shooting Party (Kurzfilm)
- 1994: Der Scout (The Scout)
- 1995: Higher Learning – Die Rebellen (Higher Learning)
- 1995: Kiss of Death
- 1995: Geliebte Aphrodite (Mighty Aphrodite)
- 1996: Beautiful Girls
- 1996: Der Zufallslover (The Pallbearer)
- 1997: Metro – Verhandeln ist reine Nervensache (Metro)
- 1997: Emergency Room – Die Notaufnahme (ER, Fernsehserie, Episode 4x20)
- 1997: Cop Land
- 1998: Palmetto – Dumme sterben nicht aus (Palmetto)
- 1998: Der Organ-Mann (The Naked Man)
- 1999: Deep Blue Sea
- 1999: Friends (Fernsehserie, 4 Episoden)
- 2000: Schmalspurganoven (Small Time Crooks)
- 2000: King of the Jungle
- 2000: Men of Honor
- 2000: Chain of Fools
- 2000: Lucky Numbers
- 2000: The 6th Day
- 2000: Next Friday
- 2000: It’s Showtime (Bamboozled)
- 2001–2004: Boston Public (Fernsehserie, 57 Episoden)
- 2002: Triggermen
- 2002: 29 Palms
- 2003: Eine gute Nacht zum Sterben (A Good Night to Die)
- 2003: Chappelle’s Show
- 2003: This Girl’s Life – Mein Leben als Pornostar (This Girl’s Life)
- 2005: Hitch – Der Date Doktor (Hitch)
- 2005–2007: Familienstreit de Luxe (The War at Home, Fernsehserie, 44 Episoden)
- 2006: Verbraten und Verkauft (Grilled)
- 2006: Special
- 2007–2008: My Name Is Earl (Fernsehserie, 6 Episoden)
- 2008: Lange Beine, kurze Lügen und ein Fünkchen Wahrheit … (Assassination of a High School President)
- 2008–2009: Prison Break (Fernsehserie, 22 Episoden)
- 2010: Royal Pains (Fernsehserie, Episode 2x11)
- 2010–2013: Pound Puppies – Der Pfotenclub (Pound Puppies, Fernsehserie, 64 Episoden, Stimme)
- 2011: Inside Out
- 2011: Beats Rhymes & Life – The Travels of A Tribe Called Quest (Dokumentarfilm, Regie)
- 2012: Kiss of the Damned
- 2012: The Baytown Outlaws
- 2012–2013: The Mob Doctor (Fernsehserie, 7 Episoden)
- 2013: My Man Is a Loser
- 2013: Taffe Mädels (The Heat)
- 2014: Justified (Fernsehserie, 13 Episoden)
- 2015: Louie (Fernsehserie, Episode 5x03)
- 2015: The Big Bang Theory (Fernsehserie, Episode 9x06)
- 2015: Public Morals (Fernsehserie, 10 Episoden)
- 2015: Little Boy
- 2016: Sully
- 2016: Law & Order: Special Victims Unit (Fernsehserie, Episode 17x19 – Obdachlos)
- 2016: Chuck – Der wahre Rocky (Chuck)
- 2017–2021: Atypical (Fernsehserie)
- 2022: Only Murders in the Building (Fernsehserie)
- 2022: Beth und das Leben (Life & Beth, Fernsehserie)
- 2023: I’ll Be Right There
- 2024: Fallout (Fernsehserie)